# Головін Дмитро Валерійович
Дмитро́ Вале́рійович Головін (2 серпня 1975, Довжанськ, Луганська область) — український силовик, генерал поліції третього рангу, екс-глава поліції Одеської області.

## Життєпис
1996 року закінчив Луганське військове авіаційне училище штурманів. З листопада 1996 року працює в органах МВС. Очолював кримінальний блок поліції Київської області, виконував обов'язки начальника поліції Київської області, займав різні посади в поліції Одещини.
2012—2015 — начальник одеського УБНОН.
З літа 2016 року очолював департамент карного розшуку НПУ.
З листопада 2016 до квітня 2019 — начальник Головного управління Національної поліції в Одеській області. Раніше очолював Департамент карного розшуку Національної поліції.

## Кримінальна справа
25 липня 2019-го Головіна разом з його колишнім першим заступником Костянтином Гейком було затримано поліцією. Йому інкримінується причетність до привласнення, розтрата майна та зловживання службовим становищем (ст. 191 ККУ). До цього у обох проводились обшуки. 1 серпня суд заарештував майно Головіна (половину квартири площею 93 м2 і 1/4 квартири площею 69,5 м2).
Також виявилось, що за 2017 рік посадовець не задекларував автомобіль, квартиру та прибуток дружини. Відомості, вказані в декларації відрізняються від реальних не менш ніж на 819 тис. грн, виявило НАЗК. 17 січня 2020 запобіжний захід у вигляді домашнього Головіну замінили на заставу у 525 тис. грн.
У липні 2020 року досудове розслідування у справі про можливе привласнення майна Головіним було завершено. 22 липня Головіну вручили нову підозру — у недостовірному декларуванні.

## Нагороди
- 13 серпня 2015 — орден За мужність III ступеня. 20 травня 2015 року в Одесі зловмисник захопив аптеку та двох фармацевтів як заручників. Полковник Головін умовив злочинця обміняти жінок на себе; вже перебуваючи в стані заручника, переконав здатися. При подальшому обшуку було вилучено зброю та вибухівку.